# Evening Star (Judas Priest)
Evening Star è un singolo del gruppo heavy metal inglese Judas Priest, pubblicato nel 1979.

## Il brano
Pubblicato dopo il successo del precedente singolo Take On the World, ebbe un discreto successo, raggiungendo solo la posizione n. 53

## Formazione
- Rob Halford – voce
- K. K. Downing – chitarra
- Glenn Tipton – chitarra
- Ian Hill – basso elettrico
- Les Binks – batteria